# موتور تخت

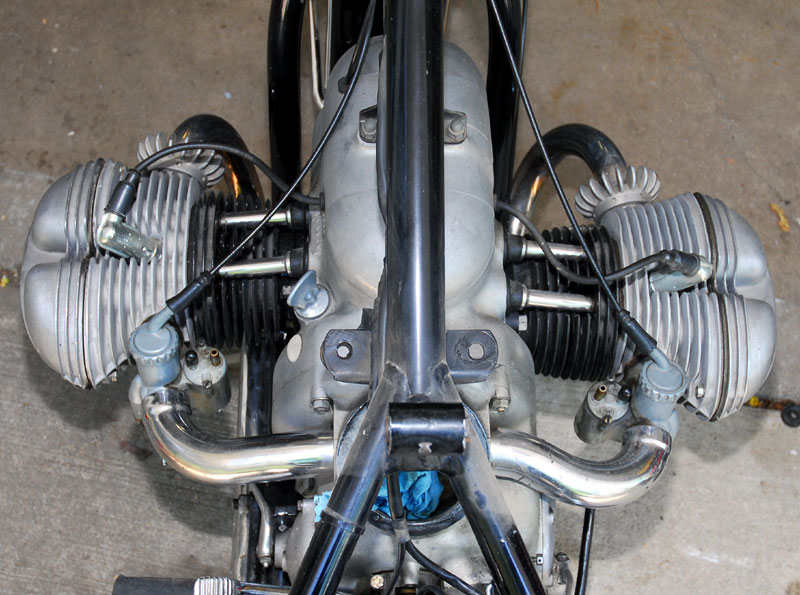
موتور بوکسوری یک موتور سیکلت ب‌ام‌و

موتور تخت (به انگلیسی: Flat Engine) یا موتور باکسر (به انگلیسی: Boxer Engine) گونه‌ای موتور درون‌سوز است که پیستون‌های آن در امتداد صفحهٔ افق جابجا می‌شوند. سیلندرها در دو طرف میل لنگ قرار دارند و هریک از پیستون‌ها توسط یک پین میل لنگ کنترل می‌شوند. ایدهٔ مفهومی این موتور در سال ۱۸۹۶ توسط کارل بنز ارائه شد.
موتور تخت ارتفاع کمتری نسبت به دیگر موتورها از جمله موتور خطی دارد، که باعث پایین آمدن مرکز ثقل خودرو و در نتیجه پایداری بهتر آن می‌شود.
موتورهای تخت هوا خنک در "تترا ۱۱" و "تترا ۳۰" توسط کمپانی سیتروئن و از سال ۱۹۲۳ تا به امروز در موتورسیکلت‌های شرکت ب‌ام‌و استفاده می‌شود. در خودروهایی مانند فولکس بیتل چهار سیلندر و پورشه ۹۱۱ شش سیلندر، از موتور تخت در عقب خودرو استفاده شده که باعث می‌شود عرض زیاد موتور هیچ‌گونه مزاحمتی برای فرمان‌دهی خودرو ایجاد نکند و همچنین با حذف گاردان، اتلاف انرژی نیز کمتر باشد.
در همه مدل‌های "سوبارو ایمپرزا"، "فورستر"، "لگاسی"، "اوت بک"، "باجاً و "svx" از موتور چهار یا شش سیلندر تخت استفاده شده‌است.
این موتور به این دلیل بوکسوری نامیده می‌شود که هر جفت پیستون به جای این که به طور متناوب حرکت کند به طور همزمان به درون و بیرون حرکت می‌کند مانند بوکسورهایی که برای نشان‌دادن آمادگی خود قبل از مبارزه مشت‌های خود را به هم می‌کوبند. در موتورهای بوکسوری، پیستون‌های مقابل، دو به دو در یک مرحله قرار می‌گیرند؛ برای مثال اگر یک پیستون در مرحلهٔ تراکم قرار گرفته باشد پیستون مقابل آن نیز در همان مرحله قرار دارد.
ترتیب احتراق موتور های باکسر 4 سیلندر به صورت 2_3_4_1 است.
موتورهای بوکسوری ثابت کرده‌اند که موتورهای موفقی هم برای موتور سیکلت، هم برای خودرو و حتی برای هواپیماهای کوچک می‌باشند.
یکی از مزایای موتور بوکسوری به موتور خورجینی این است که طراحی این موتور توازن بسیار بهتری را عرضه می‌کند. به این علت که اندازه حرکت هر پیستون بستگی به اندازه حرکت پیستون مقابل دارد. موتور بوکسوری یکی از سه گونه موتوری است که توازن حرکتی طبیعی دارند آن دو مدل دیگر مدل شش سیلندر خطی و ۱۲ سیلندر هستند. این سه مدل به نرمی و بدون هیچ گونه لرزشی در حالت چهارزمانه کار می‌کنند و نیاز به میل تعادل در میل لنگ برای برقراری توازن ندارند. در موتورهای باکسر (و به طور کلی موتورهای تخت) فیلتر هوا در بالای سوپاپ‌ها قرار نمی‌گیرد و در نتیجه صدای تق‌تق سوپاپ‌ها به گوش می‌رسد و به همین دلیل موتورهای تخت، نسبت به دیگر موتورها پرسروصداتر هستند.